# Automolis infausta
Automolis infausta är en fjärilsart som beskrevs av Sergius G. Kiriakoff 1957. Automolis infausta ingår i släktet Automolis och familjen björnspinnare. Inga underarter finns listade i Catalogue of Life.